# Cryptotis
Cryptotis — рід ссавців родини Мідицеві (Soricidae). Об'єднує види, широко поширені в Америці, з них лише один вид, Cryptotis parva проживає північніше Мексики.

## Морфологічні особливості
У них є 30 зубів. Довжина голови й тулуба від 5 до 10 см, хвоста — від 1 до 4 см і вага 4-7 грами, хутро коричневе або чорне зверху, низ часто трохи яскравіший. У них маленькі вуха, що ледве виступають зі шкіри, очі маленькі.

## Життя
Їх пріоритетним середовищем проживання є ліси, деякі види (наприклад, C. parva) знаходяться і в степах. Поживою їм є комахи та інші безхребетні, невеликі хребетні, такі як ящірки і жаби, також падло. Ведуть денний і нічний спосіб життя. Живуть в групах. Принаймні C. parva, найбільш вивчений вид, як відомо, будує гнізда, в яких проживає більше однієї тварини. Ці гнізда можуть бути у самостійно виритих норах або залишені від інших тварин, знаходяться під колодами або в ущелинах скель. Вони майже круглі і вислані сухою травою та листям. Відтворення вивчене тільки для C. parva. Самиця народжує 21—22-денного періоду вагітності близько 5 дитинчат. Потомство ссе молоко 20 днів, і стає статевозрілим за 30—36 днів.

## Види
- Cryptotis albujai Moreno Cárdenas, Pacheco, Ruelas, & Ron, 2025
- Cryptotis alticola (Merriam, 1895)
- Cryptotis brachyonyx (Woodman, 2003)
- Cryptotis colombiana (Woodman et Timm, 1993)
- Cryptotis endersi (Setzer, 1950)
- Cryptotis equatoris (Thomas, 1912)
- Cryptotis floridanus (C. H. Merriam, 1895)
- Cryptotis goldmani (Merriam, 1895)
- Cryptotis goodwini (Jackson, 1933)
- Cryptotis gracilis (Miller, 1911)
- Cryptotis griseoventris (Jackson, 1933)
- Cryptotis hondurensis (Woodman et Timm, 1992)
- Cryptotis lacertosus (Woodman, 2010)
- Cryptotis magna (Merriam, 1895)
- Cryptotis mam (Woodman, 2010)
- Cryptotis mayensis (Merriam, 1901)
- Cryptotis medellinia (Thomas, 1921)
- Cryptotis mera (Goldman, 1912)
- Cryptotis meridensis (Thomas, 1898)
- Cryptotis merriami (Choate, 1970)
- Cryptotis mexicana (Coues, 1877)
- Cryptotis montivaga (Anthony, 1921)
- Cryptotis nelsoni (Merriam, 1895)
- Cryptotis nigrescens (J. A. Allen, 1895)
- Cryptotis obscura (Merriam, 1895)
- Cryptotis orophila (J. A. Allen, 1895)
- Cryptotis parva (Say, 1823)
- Cryptotis peregrina (Merriam, 1895)
- Cryptotis peruviensis (Vivar, Pacheco et Valqui, 1997)
- Cryptotis phillipsii (Schaldach, 1966)
- Cryptotis squamipes (J. A. Allen, 1912)
- Cryptotis tamensis (Woodman, 2002)
- Cryptotis thomasi (Merriam, 1897)
- Cryptotis tropicalis (Merriam, 1895)
- Cryptotis woodmani Guevara, 2023